# ГПУ (фільм)
«ГПУ» (нім. G.P.U., у США виходив під назвою англ. The Red Terror) — німецький пропагандистський пригодницький художній фільм 1942 року. Абревіатура GPU на початку фільму розшифровується як «Grauen, Panik, Untergang» — «жах, паніка, загибель».

## Сюжет
У 1919 році банда вбиває сім'ю десь «у Балтії», у живих випадково залишається тільки дівчинка Ольга.
Двадцять років по тому доросла Ольга Федорівна Ланська (Лаура Соларі) робить кар'єру в ГПУ. Виконуючи чергове завдання радянської розвідки у країні Балтії, Ольга випадково впізнає вбивцю своєї сім'ї в радянському дипломаті та одночасно резиденті ГПУ (актор Ендрюс Енгельман, він же один зі сценаристів фільму). На щастя, той її не пам'ятає. Микола Бокша — так звати авантюриста — використовує Ольгу у радянській диверсійній роботі у країнах Заходу, організовує диверсії, викрадення та навіть убивства.
Студент Петер Асмусс, який підробляє посильним, стає мимовільним убивцею, коли доставлена ним посилка вибухає та вбиває впливового вірменського антирадянського емігранта. Петер та секретарка вбитого Ірина (акторка Марина фон Дітмар) змушені рятуватися від агентів Бокші, які хочуть усунути свідків. Зрештою, їм вдається емігрувати до Німеччини.
Тим часом Ользі вдається здобути довіру Бокші. Той ділиться з нею планами: він таємно придбав віллу в Бретані, де збирається комфортно провести залишок днів, утікши від ГПУ. Ольга повідомляє керівництво ГПУ про плани Бокші і отримує санкцію на вбивство перебіжчика. Але, вбивши його, Ольга переживає моральну кризу — вона стільки років служила організації, де працював убивця її сім'ї. Коли Ольга хоче звільнитися із ГПУ, керівник звинувачує її у нелояльності. У Ольги відбувається нервовий зрив, вона відкрито звинувачує керівника в тому, що ГПУ займається злочинною діяльністю, а коли той викликає допомогу — прямо в нього в кабінеті чинить самогубство.
Тим часом Петер та Ірина перебувають у казематах радянського торговельного представництва у Нідерландах. Коли до Нідерландів вступають німецькі війська, будівля зруйнована бомбами, персонал у паніці втікає, але агент ГПУ на прізвище Фрунзе починає вбивати в'язнів і поранив Ірину. Петеру вдається вбити його цеглиною і звільнити Ірину і решту в'язнів. Вийшовши надвір, вони радісно зустрічають німецькі війська.

## В ролях
- Лаура Соларі — Ольга Федорівна Ланська, скрипалька та агент ГПУ
- Вілль Квадфліг — Петер Асмусс, студент
- Марина фон Дітмар — Ірина.
- Ендрюс Енгельман — Микола Бокша, резидент ГПУ
- Карл Хаубенрейбер — Яків Фрунзе
- Хелен фон Шмітберг — тітка Люба
- Володимир Майєр — шеф ГПУ
- Ніко Турофф — помічник Фрунзе
- Лале Андерсен — співачка у шведському барі.
- Марія Бард — голова Жіночої ліги.